# Ліхеномфалія Гудсонова
Ліхеномфалія Гудсонова (Lichenomphalia hudsoniana) належить до родини Трихоломові (Tricholomataceae). 

## Опис
Цей вид є рідкісним та єдиним з базидіальних лишайників на території України. Його ареал розташований на території Південної та Центральної Європи, Західної та Східної Сибіру, Далекого Сходу, Японських островах та Північній Америці. На території України зустрічається у Карпатах: Івано-Франківська, Закарпатська області. Ліхеномфалія Гудсонова формує більш-менш численні групи або росте поодинці. Умови його місцезростання це мохи, рослинні рештки в болотних угрупованнях та на ґрунті, зазвичай в високогір’ї та затінених місцях. Біоморфологічна характеристика представлена яскраво-зеленими лусочками з відігнутими догори білуватими краями та маленькими грибами з кремово-білою шапинкою. Розмноження відбувається вегетативно та статевим шляхом. Ліхеномфалія Гудсонова охороняється в Карпатському Національному Природному Парку та Карпатському БЗ. Щоб захистити цей вид, слід контролювати стан популяцій та виявляти можливі місцезнаходження для охорони. Необхідно також здійснювати заходи для збереження болотяних угруповань.